# Схемотехника

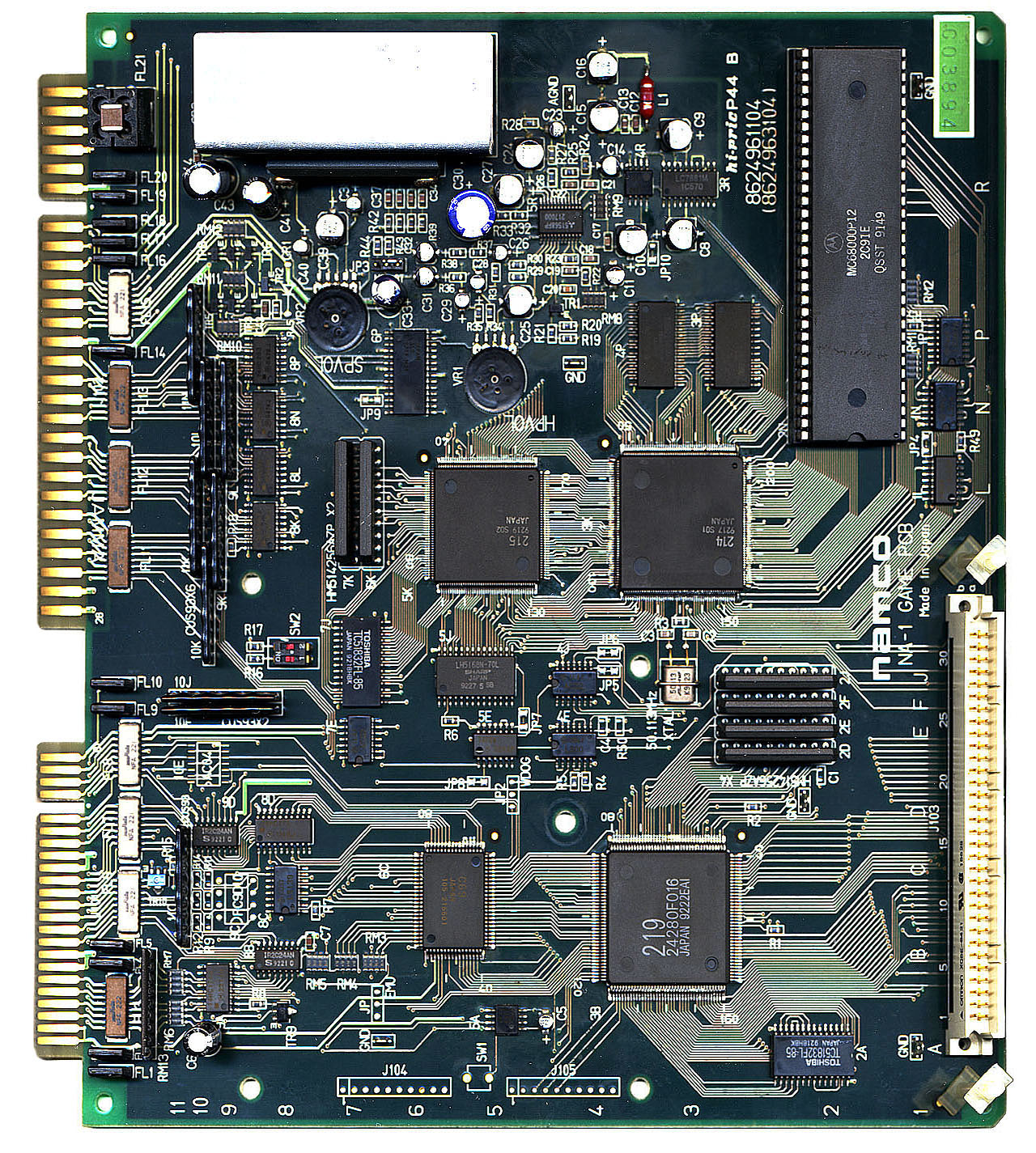
Электронная схема, реализованная в виде готового устройства

Схемоте́хника — научно-техническое направление, занимающееся проектированием, созданием и отладкой (синтезом и анализом) электронных схем и устройств различного назначения.

## Общие сведения
Понятие схемотехника применимо к широкому кругу электронных устройств, от сложных систем до отдельных транзисторов внутри интегральной схемы. При этом, реализация простых задач вполне по плечу и одному человеку без дополнительной помощи. Для решения сложных проблем необходим системный подход, компьютерное моделирование и привлечение специальных инженерных команд. Однако в любом случае, схемотехника на практике занимает промежуточное положение между возникновением идеи и производством готовой электронной схемы. Её основной задачей является разработка структур электронных схем, обеспечивающих выполнение заданных функций, а также расчёт параметров входящих в них элементов.
Грамотная схемотехника подразумевает баланс экономических и технических показателей. Негативным может стать как недостаток средств на проектирование, так и их переизбыток. Важно в ходе всех этапов работ осуществлять оценку их экономической эффективности.
Конечный результат схемотехнических работ должен отвечать принципам промышленного дизайна.
Схемотехнику можно разделить на аналоговую, цифровую и аналого-цифровую (смешанную).

## Подготовительный этап
После принятия решения о проведении схемотехнических работ, важное значение имеет прототипирование. Оно позволяет сократить сроки разработки электронных схем за счет снижения грубых конструкторских ошибок. Кроме того, сравнительно скромными средствами, прототип на практике позволяет опробовать идеи, заложенные в электронную схему. В зависимости от особенностей конструкции, прототипирование применимо как ко всей разработке в целом, так и к отдельным её частям.

## Основные этапы проведения схемотехнических работ
В общем случае схемотехнические работы состоят из следующих основных этапов:
1. Создание технического задания на разработку электронной схемы, удовлетворяющей требованиям заказчика.
2. Разработка принципиальной электронной схемы, соответствующей требованиям технического задания.
3. Расчёт параметров компонентов электронной схемы и их выбор.
4. Создание макета электронной схемы для проверки её конструкции и функционирования.
5. Доработка электронной схемы по результатам испытания конструкции и функционирования.
6. Разработка технологии изготовления и окончательный выбор используемых комплектующих и материалов.
7. Создание предсерийного изделия для проведения его испытаний.
8. Испытания предсерийной электронной схемы с целью проверки её соответствия требованиям заказчика.
9. Подписание приёмочных актов и утверждение производственных чертежей.
10. При необходимости, сопровождение производства в части доработки электронной схемы из-за появления новых комплектующих изделий, материалов и конструкторских решений.

### Техническое задание
Как и всякие проектные работы, схемотехника начинается с разработки технического задания. В нём формулируется перечень функций, которые должна обеспечить создаваемая электронная схема, но, как правило, не указывается, как именно это следует обеспечить.
Техническое задание обычно представляет собой подробное описание требований заказчика, предъявляемых к электронной схеме, и может включать различные электрические параметры, как, например, характеристики входных и выходных сигналов, источников питания, энергопотребления. Кроме того могут оговариваться и физические параметры, такие как размер, вес, влагостойкость, диапазон рабочих температур, рассеиваемая тепловая мощность, защита от вибрации, устойчивость к перегрузкам и тому подобные. Для будущей эффективной работы создаваемой электронной схемы техническое задание должно включать условия так называемого проектирования взаимодействия.

### Конструирование
Конструирование электронной схемы, в зависимости от своей сложности, проходит ряд этапов. Исключение распространяется лишь на самые простые из них, создаваемые одномоментно. Первым из этапов является перевод требований технического задания к обработке сигналов, в блок-схему таких преобразований. При этом, блоки рассматриваются, чисто функционально, как своего рода, «чёрные ящики», не детализируя их физическое содержание. Такой подход позволяет, даже очень сложную задачу, разбить на более мелкие фрагменты, и их решения осуществлять либо последовательно, либо параллельно, распределив среди разных инженерных групп.
Далее, функциональные задачи каждого блока рассматриваются детально, обращая внимание на особенности обработки сигнала. Этот этап может потребовать практических исследований или математического моделирования процессов. Не исключается, что итогом работы станет потребность изменения блок-схемы с перераспределением задач между её блоками.
Затем, на базе блок-схемы разрабатывают принципиальную. Выбирают её отдельные элементы, располагают их на плате, после чего, собирают «в железе», получая макет. Как правило, этот этап достаточно продолжителен, так как требует учёта длинного перечня практических ограничений. К ним относится и взаимовлияние компонентов схемы, и их доступность в части снабжения, и ремонтопригодность всей конструкции, и требование её соответствия стандартам и тому подобное.
Завершающим этапом является испытание макета с последующей, при необходимости, его доработкой и создание предсерийной электронной схемы.

### Проверка и испытание
Предсерийная электронная схема фактически является аналогом окончательно доработанного макета. Она создаётся для проверки, в ходе предсерийных испытаний, соответствия полученных результатов требованиям заказчика. Иногда, для отладки взаимодействия элементов схемы, испытания предваряются формальной верификацией. По итогам предсерийных испытаний в схему вносятся окончательные изменения. При необходимости создают новый предсерийный образец и проводят новые испытания.

## Оформление результатов
Результаты схемотехнических работ оформляются в виде законченных чертежей, а также, при необходимости, технологии производства и инструкции на использование.